# Comuna Saligny, Constanța
Saligny este o comună în județul Constanța, Dobrogea, România, formată din satele Făclia, Saligny (reședința) și Ștefan cel Mare.

## Caracteristici generale
- S-a înființat conform Legii nr. 84/2004 pentru înființarea unor comune, din 05.04.2004.
- Se află pe DN 22C pe relația Constanța-Cernavodă și este străbătută de la est la vest de calea ferată Constanța-Cernavodă și de la vest la est de Canalul Dunăre-Marea Neagră, care asigură condiții satisfăcătoare de circulație și transport.
- Se învecinează la vest cu orașul Cernavodă, la sud cu Canalul Dunăre-Marea Neagră, la nord cu comuna Seimeni, la est cu comuna Mircea Vodă.

În comună există 6 unități de învațământ dintre care
- 3 grădinițe fiecare cu câte o sală de curs ;
- Școala cu clasele I-VIII Saligny cu 8 săli de curs ;
- Școala cu clasele I-IV Făclia cu 2 săli de clasă ;
- Școala cu clasele I-IV Ștefan cel Mare cu 2 săli de clasă.

## Amplasare
- Comuna este situată în partea de sud a Podișului Dobrogei, în vestul județului Constanța, în subunitatea Valea Carasu, cu o altitudine de până la 50 m.

Caracteristici
- Valea Carasu este un culoar ce se întindea de-a lungul Canalului Dunăre-Marea Neagră de astăzi. De altfel , de-a lungul acestei formațiuni geografice s-a realizat cea mai mare parte a canalului (portiunea Cernavodă - Basarabi) care delimitează în dreptul comunei Saligny podișurile nordice de cele sudice de pe teritoriul județului Constanța.
- Conform spuselor unor cercetatori, Valea Carasu este considerată a fi un vechi curs al Dunării.

## Demografie
Componența etnică a comunei Saligny
     Români (86,64%)
     Alte etnii (0,34%)
     Necunoscută (13,02%)
Componența confesională a comunei Saligny
     Ortodocși (85,76%)
     Alte religii (0,73%)
     Necunoscută (13,51%)
Conform recensământului efectuat în 2021, populația comunei Saligny se ridică la 2.058 de locuitori, în scădere față de recensământul anterior din 2011, când fuseseră înregistrați 2.158 de locuitori. Majoritatea locuitorilor sunt români (86,64%), iar pentru 13,02% nu se cunoaște apartenența etnică. Din punct de vedere confesional, majoritatea locuitorilor sunt ortodocși (85,76%), iar pentru 13,51% nu se cunoaște apartenența confesională.

## Politică și administrație
Comuna Saligny este administrată de un primar și un consiliu local compus din 11 consilieri. Primarul, Ion Beiu[*], de la Partidul Social Democrat, este în funcție din 2012. Începând cu alegerile locale din 2024, consiliul local are următoarea componență pe partide politice:
|  | Partid                    | Consilieri | Componența Consiliului | Componența Consiliului | Componența Consiliului | Componența Consiliului | Componența Consiliului | Componența Consiliului | Componența Consiliului | Componența Consiliului | Componența Consiliului |
|  | ------------------------- | ---------- | ---------------------- | ---------------------- | ---------------------- | ---------------------- | ---------------------- | ---------------------- | ---------------------- | ---------------------- | ---------------------- |
|  | Partidul Social Democrat  | 9          |                        |                        |                        |                        |                        |                        |                        |                        |                        |
|  | Uniunea Salvați România   | 1          |                        |                        |                        |                        |                        |                        |                        |                        |                        |
|  | Partidul Național Liberal | 1          |                        |                        |                        |                        |                        |                        |                        |                        |                        |

## Istoric
- Numele comunei provine de la numele inginerului constructor Anghel Saligny care a avut organizarea de șantier pe teritoriul administrativ al comunei în perioada construirii podului și gării Anghel Saligny din localitatea Ștefan cel Mare.
- Calea ferată care leagă Constanța de Cernavodă a fost printre primele construite pe teritoriul Romaniei , undeva la sfarșitul sec. XIX.
- În trecut localitatea Saligny purta numele de  Aziza ,  Azizia  sau  Azigia .
- Primii locuitori ai comunei s-au stabilit la sfârșitul secolului XIX aproape imediat dupa Unirea Dobrogei cu România. Cei mai mulți dintre ei au venit din Brăila, Buzău, au fost veterani de război și deportați din Bulgaria, din zona Cadrilaterului (Caliacra și Durostor)

## Caracteristici geografice
Relieful
- Aspectul general este de câmpie calcaroasă acoperită cu depozite groase de loess.Înalțimile maxime nu depășesc 50 m fața de nivelul marii. Comuna este dispusă pe 2 porțiuni , una de deal cu înaltimi pâna spre cele maxime și porțiunea de vale. Acestea două sunt dispuse transversal de-a lungul celor trei sate.

Clima
- Clima temperată este în mare parte specifică Dobrogei de tip continental-marină .În ciuda faptului că în aceasta zonă de vest se face simțită intr-o măsură mai mică influența Mării Negre asupra regimului termic, iernile sunt scurte si blânde iar verile lungi și de multe ori secetoase. Din punct de vedere meteorologic , această zonă a Dobrogei este cunoscută pentru cantitațile cele mai slabe de precipitații din țară ( aprox. 600–700 mm/an) . Drept urmare , în timpul iernilor cu zapada , aceasta nu persista mult timp tocmai datorita temperaturilor nu foarte coborate, iar in timpul verilor in aceasta zona sunt inregistrate perioade cu cele mai multe zile insorite si cu temperaturi deseori caniculare.De asemenea, in ciuda temperaturilor mari , în timpul celor câtorva zile ploioase de vară cade aproximativ jumătate din cantitatea totală de precipitatii anuale , acestea producând în cele din urmă viituri datorită cantității mari de apă cazută în timpul unei ploi torențiale.

## Agricultură și economie
- - Populația se ocupă în principal de cultivarea pământului si creșterea animalelor:
  - agricultura: În ansamblu, principalele activitați agricole de pe teritoriul comunei și celorlalte localitați aferente sunt culturi de cereale(grâu,porumb,orz,ovăz,secară) și viță de vie.
  - creșterea animalelor: Îndeosebi animale de ogradă(porcine,cabaline), păsări domestice dar si animale de pasune (ovine,bovine)

Economia
- Activitatea economică nu este foarte reprezentativă, pe teritoriul comunei existand o fabrică de pâine cu o capacitate de producție mică, o exploatare piscicolă situată pe malul sudic al Canalului Dunăre-Marea Neagră în dreptul localitații Făclia, denumită "Balta Făclia", cunoscută pentru capturi importante de biban, caras, știucă s.a. De asemenea, se asigură o strânsă legatură între satul Ștefan cel Mare și Centrala nucleară datorită distanței foarte apropiate dar și faptului că în anul 2007 s-a pus în discuție problema creării unui depozit de deșeuri radioactive de la centrala nucleară pe teritoriul localitatii Ștefan cel Mare. Unul din motivele acestei decizii a fost gradul de dezvoltare economică a zonei dar si a creșterii numarului de locuri de muncă.